# Lubsko (gemeente)
De gemeente Lubsko is een stad- en landgemeente in het Poolse woiwodschap Lubusz, in powiat Żarski.
De zetel van de gemeente is in Lubsko.
Op 30 juni 2004 telde de gemeente 19 439 inwoners.

## Oppervlakte gegevens
In 2002 bedroeg de totale oppervlakte van gemeente Lubsko 182,69 km², waarvan:
- agrarisch gebied: 46%
- bossen: 43%

De gemeente beslaat 13,11% van de totale oppervlakte van de powiat.

## Demografie
Stand op 30 juni 2004:
| Omschrijving                   | Totaal | Totaal | Vrouwen | Vrouwen | Mannen | Mannen |
| ------------------------------ | ------ | ------ | ------- | ------- | ------ | ------ |
| eenheid                        | aantal | %      | aantal  | %       | aantal | %      |
| inwoners                       | 19 439 | 100    | 9955    | 51,2    | 9484   | 48,8   |
| bevolkingsdichtheid (inw./km²) | 106,4  | 106,4  | 54,5    | 54,5    | 51,9   | 51,9   |

In 2002 bedroeg het gemiddelde inkomen per inwoner 1780,37 zł.

## Administratieve plaatsen (sołectwo)
Białków, Chełm Żarski, Chocicz, Chocimek, Dąbrowa, Dłużek, Górzyn, Grabków, Kałek, Lutol, Mierków, Mokra, Osiek, Raszyn, Stara Woda, Tuchola Żarska, Tymienice, Ziębikowo.

## Overige plaatsen
Dłużek-Kolonia, Tarnów, Gareja, Gozdno, Janowice, Nowiniec, Małowice, Tuchola Mała en Tuchola Duża.

## Aangrenzende gemeenten
Bobrowice, Brody, Gubin, Jasień, Nowogród Bobrzański, Tuplice
- Virtual International Authority File: 311378152